# John Romita junior

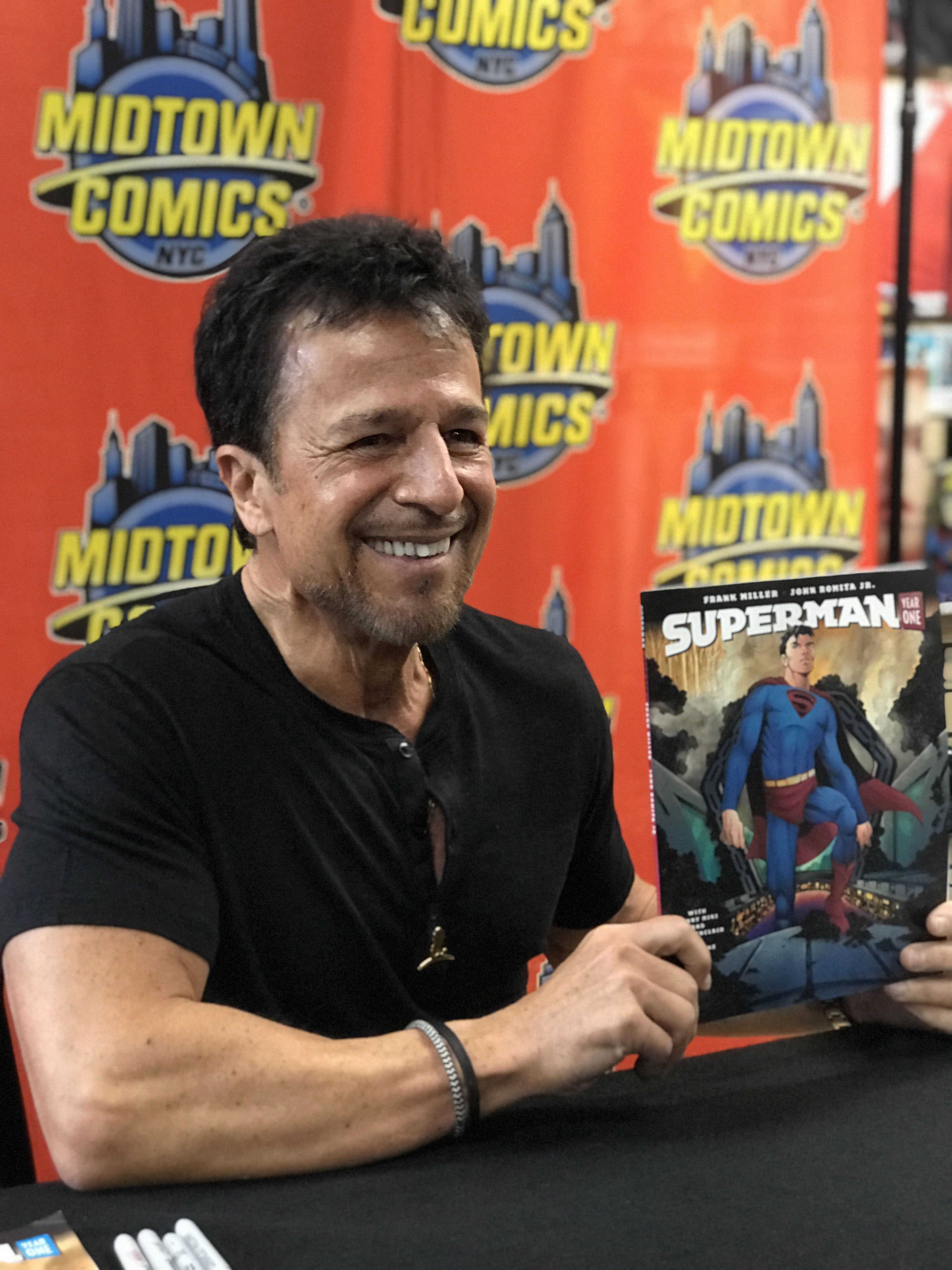
John Romita junior (2019)

John Salvatore Romita junior (* 17. August 1956 in Brooklyn, New York) ist ein US-amerikanischer Comiczeichner, der besonders für seine umfangreiche Arbeit für Marvel Comics von den 1970er bis in die 2000er Jahre bekannt geworden ist. Sein Kürzel ist JRJR. Er ist der Sohn von John Romita Sr.

## Leben
Anfänglich wurde Romita bekannt durch seine Arbeit in den frühen 1970er Jahren an der Comicserie Iron Man zusammen mit Comicautor David Michelinie und Zeichner Bob Layton. In den frühen 1980ern begann er mit seiner Arbeit an The Amazing Spider-Man. Zusammen mit dem Autor Roger Stern entwarf er die Figur des Hobgoblin. Von 1983 bis 1986 arbeitete er zusammen mit dem Autor Chris Claremont an der Serie Uncanny X-Men, wodurch er immense Beliebtheit erlangte, da die X-Men damals ein großes Phänomen innerhalb der Comicindustrie waren.
In den späten 1980er und frühen 1990er Jahren arbeitete er mit dem Autor Ann Nocenti und dem durch einen Eisner Award ausgezeichneten Inker Al Williamson an der Serie Daredevil.
Später kollaborierte Romita mit Frank Miller für eine Daredevil-Geschichte mit dem Titel The Man Without Fear, die als Pendant zu Millers Batman-Adaption Year One betrachtet wird. In den 1990er Jahren arbeitete Romita zudem noch an einer Reihe von anderen Marvel-Titeln, unter anderem an Punisher: War Zone, der Cable-Miniserie, The Mighty Thor, nochmals Iron Man und dem Punisher/Batman-Crossover.
In den 2000ern erlangte Romita wiederum neuen Ruhm durch seine zweite große zeichnerische Arbeit (zusammen mit dem Autor J. Michael Straczynski) an der Serie The Amazing Spider-Man (der Titel, durch den sein Vater durch seine Zeichnungen dafür während der 1960er Jahre am bekanntesten geworden ist). Darüber hinaus zeichnete er für die Serie Wolverine (zusammen mit dem Autor Mark Millar) für deren 30-jähriges Jubiläum. Im Jahr 2005 waren seine Zeichnungen zu finden in Black Panther, The Sentry und Ultimate Vision.